# Wilhelm von Fürstenberg (Domdechant)
Wilhelm von Fürstenberg (* 13. November 1623 in Bilstein; † 2. Mai 1699 in Salzburg) war Diplomat im Dienste des Münsteraner Bischofs Christoph Bernhard von Galen, Geheimkämmerer und Berater mehrerer Päpste, Dompropst in Münster und Paderborn sowie Domdechant in Salzburg.

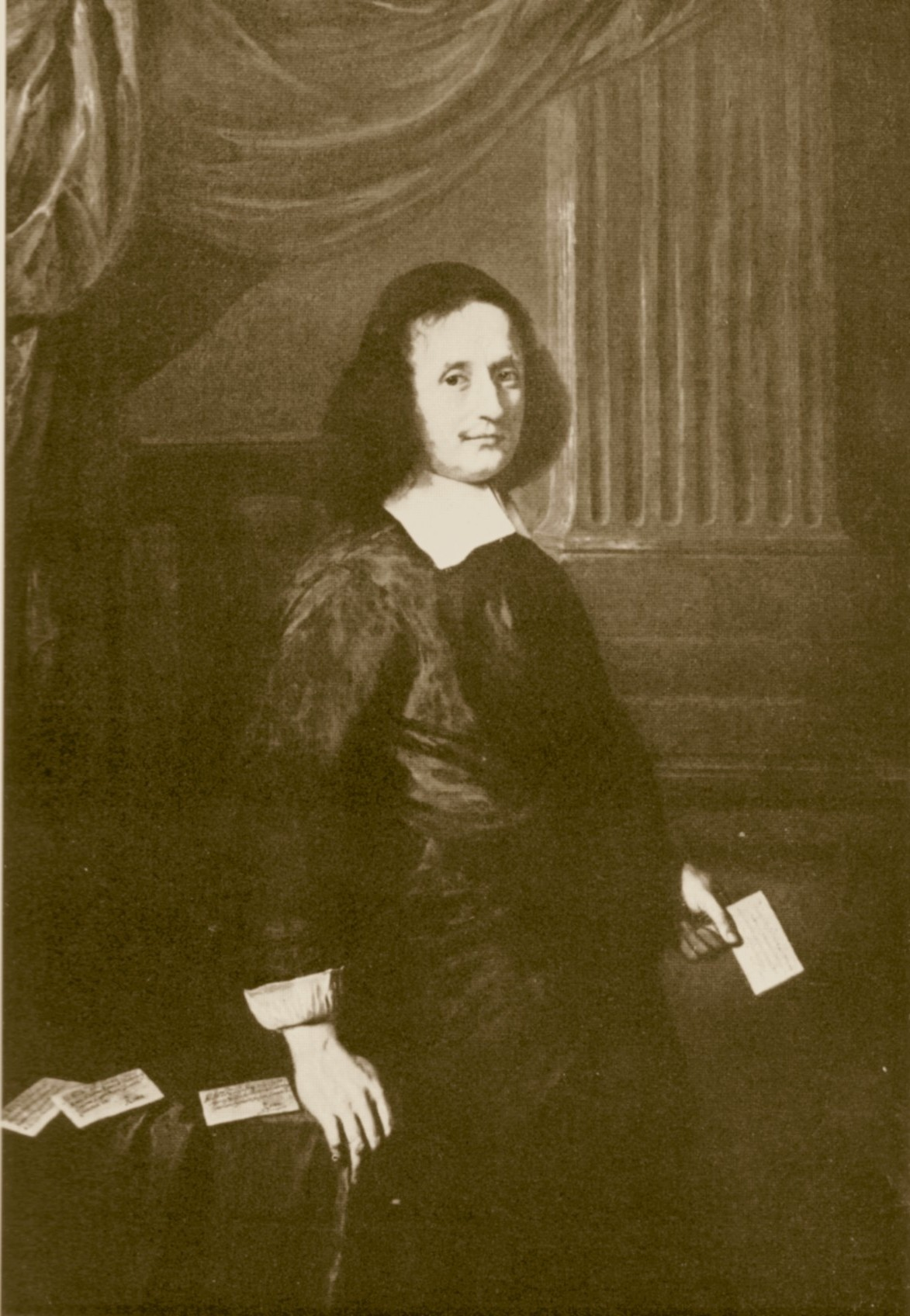
Wilhelm von Fürstenberg. Gemälde von Ferdinand Voet

## Frühes Leben
Er war Sohn des Landdrosten Friedrich von Fürstenberg aus der westfälischen Familie von Fürstenberg und dessen Frau Anna, geb. von Kerpen. Zu seinen Geschwistern zählte unter anderem der Mainzer Dompropst Caspar Dietrich, der Stammherr Friedrich, der Fürstbischof Ferdinand, der Landkomtur Franz Wilhelm und der Paderborner Dompropst Johann Adolf.
Nach einer anfänglichen Erziehung durch einen Hauslehrer, kam Wilhelm mit zehn Jahren nach Köln. Dort erhielt er die ersten Weihen und ging auf das dortige Jesuitengymnasium. Später wechselte er an das Jesuitengymnasium in Siegen. Dort wurde er für das Studium des Kirchenrechts vorbereitet.
Im Jahr 1634 bekam er eine erste Dompräbende in Münster, es folgten weitere Domherrenstellen in Trier 1635, Paderborn 1652, Salzburg 1664 und Lüttich 1665.
Zusammen mit seinem Bruder Friedrich unternahm er seine Grand Tour nach Frankreich und studierte an der Universität in Paris. Im Jahr 1645 wurde er zum Subdiakon geweiht. Damit konnte er seine Domherrenstellen einnehmen und hatte Stimmrecht in den drei Domkapiteln.
In Münster machte er die Bekanntschaft des päpstlichen Nuntius Fabio Chigis, den späteren Papst Alexander VII. Fürstenberg gab in Köln einige lateinische Gedichte des Nuntius heraus und führte seinen Bruder Ferdinand in dessen Kreis ein.

## Gesandter
Von Fürstenberg trat nach 1650 in den Dienst des neuen Bischofs von Münster Christoph Bernhard von Galen. Dieser ernannte ihn zum geheimen Rat und betraute ihn mit bedeutenden Missionen. Im Jahr 1651 war er Deputierter auf dem Frankfurter Kongress. In Wien war er, um beim Kaiser die Bestätigung der Regalien für den Bischof zu erlangen. Ein Jahr später reiste er mit seinem Herrn zum Reichstag nach Regensburg. Auch verhandelte er über die Räumung der noch von den Schweden besetzten Festung Vechta. Im Jahr 1654 suchte er in Düsseldorf, in Kurtrier und Kurköln um militärische Unterstützung gegen die Stadt Münster nach. Außerdem war er auf einer Konferenz in Köln anwesend zur Regelung noch besetzter Städte und Gebiete.
Nach einem Aufenthalt in Wien 1655 reiste Wilhelm nach Rom. Dort regierte der ehemalige Nuntius Chigis nunmehr als Papst Alexander VII. Diesem überbrachte er eine Reliquie des heiligen Liborius. In Rom traf er mit dem Bruder Ferdinand zusammen, der zu dieser Zeit päpstlicher Geheimkämmerer war. Nach der Erledigung weiterer diplomatischen Geschäfte reiste Wilhelm ins Hochstift Münster zurück und war Berater bei der ersten Belagerung der Stadt Münster im Jahr 1657. Es folgten weitere Gesandtschaften. Dabei hatte er am Kaiserhof 1659 das gewaltsame Vorgehen gegen die Stadt Münster und 1660 den Beitritt des Hochstifts zum Rheinbund zu erklären.
Wilhelm hat französische Angebote abgelehnt und blieb Anhänger der Habsburger. Er hat versucht, von Galen ebenfalls auf der kaiserlichen Seite zu halten. Leopold I. wusste die Treue Wilhelms zu schätzen und erhob ihn und seine Brüder 1660 in den Reichsfreiherrenstand. Wilhelm war maßgeblich daran beteiligt, dass sein Bruder Ferdinand 1661 zum Bischof von Paderborn gewählt wurde.

## Päpstlicher Geheimkämmerer

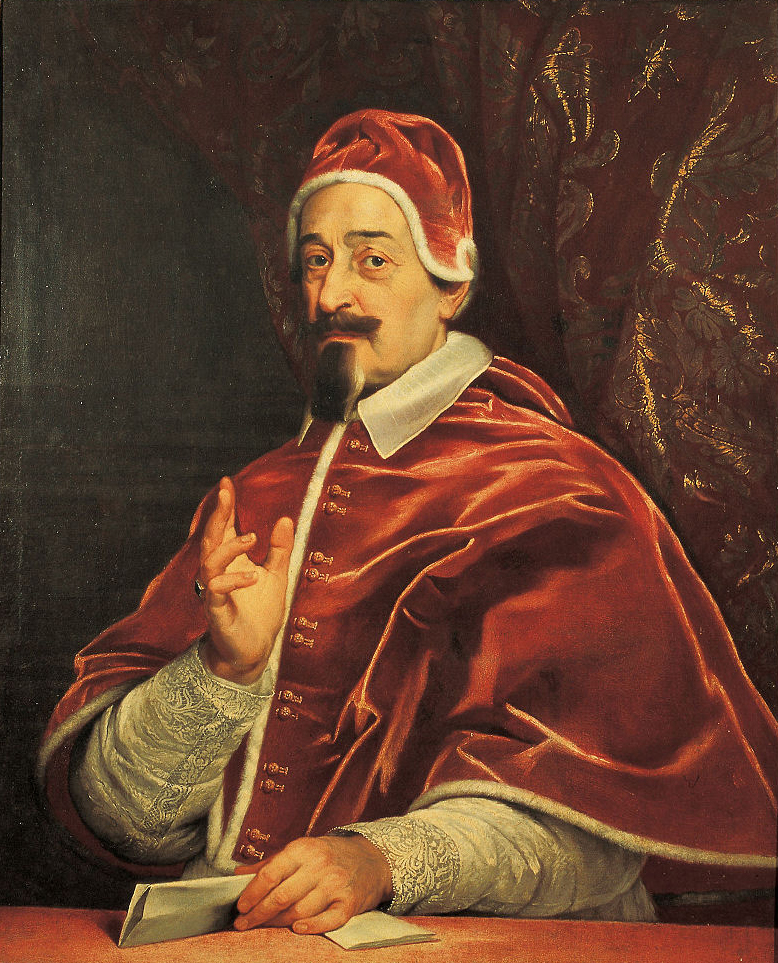
Alexander VII. (Gemälde von Giovanni Battista Gaulli)

Auf Ferdinands Bitten hin wurde Wilhelm die Stelle als päpstlicher Geheimkämmerer übertragen. Über seine Zeit in Rom hat Wilhelm zwei umfangreiche Tagebücher hinterlassen. Er war in Rom vor allem für die deutschsprachige Korrespondenz des Papstes zuständig. Er lebte in dieser Zeit im Quirinalspalast. Wilhelm hatte regelmäßig Kontakt mit dem Papst und stieg zu einem Vermittler zwischen den Reichsprälaten und dem Papst auf. Selbst in dessen Erholungsurlaub auf dem Castel Gandolfo begleitete Wilhelm den Papst. Er war Berater in den deutschen Angelegenheiten und übte erheblichen Einfluss auf die Stellenbesetzungen aus. Wilhelm hatte gute Beziehungen zu den führenden Mitgliedern der Kurie.
In Rom hatte er im Übrigen auch engen Kontakt zu der deutschen Gemeinde. So wurde er 1663 zum Kämmerer der Erzbruderschaft des Campo Santo gewählt und war zeitweise Provisor der deutschen Kirche S. Maria dell’ Anima.
Wilhelm kam in Rom auch in Kontakt mit der schwedischen Königin Christine. Von deren Gemäldesammlung, insbesondere von den Bildern Tizians, war er dermaßen beeindruckt, dass er die Erlaubnis erhielt, von einigen Bildern Kopien anfertigen zu lassen. Diese bildeten den Anfang seiner beachtlichen Kunstsammlung. Über die Königin kam er auch in Kontakt mit dem Maler Ferdinand Voet, der Wilhelm porträtierte.
Als Gesandter des Papstes reiste Wilhelm 1663/64 zum Reichstag nach Regensburg. Dabei ging es unter anderem darum, dem Reich finanzielle Unterstützung im Krieg gegen die Türken zuzusagen. In Regensburg traf er neben hohen Kirchenfürsten auch seine Brüder Ferdinand und Franz Wilhelm. Bei Verhandlungen mit Bischof von Galen ging es auch darum, dass dieser Ferdinand von Fürstenberg als Koadjutor annehmen sollte. Von Galen selbst hatte wohl lieber Wilhelm als Koadjutor gesehen, was von diesem aber strikt abgelehnt wurde. Dadurch verschlechterte sich das Verhältnis zu von Galen.
Der Papst dankte Wilhelm seine Dienste mit bedeutenden Pfründen. Darunter war die Stelle eines Propstes des Busdorfstifts in Paderborn, des Stifts Meschede und eine Domherrenstelle in Lüttich. Er war auch Prior in Madonna di Campiglio in den Alpen. Im Jahr 1664 bekam er auch eine Domherrenstelle in Salzburg. Für den dortigen Erzbischof Guidobald von Thun bemühte sich Wilhelm am päpstlichen Hof um die Kardinalswürde. Im Jahr 1665 wurde er Dompropst in Münster. Im selben Jahr reiste er nach Salzburg, um dort unter Beibehaltung seines Gehalts als päpstlicher Kämmerer seiner Residenzpflicht nachzukommen. Nach dem Tod Alexanders VII. und der Wahl von Clemens IX. 1667 kehrte Wilhelm nach Rom zurück. Der neue Papst hatte ihn in seinem Amt als Kämmerer bestätigt.
Bei der Wahl zum Koadjutor in Münster wurde zwar Ferdinand gewählt, aber die Gegenpartei, die für Maximilian Heinrich von Bayern war, beschwerte sich darüber in Rom. Wilhelm versuchte mit juristischer Hilfe, deren Argumente zu entkräften. Schließlich wurde Ferdinand bestätigt. Dieser bat Wilhelm, sich selbst für das Amt des Erzbischofs von Salzburg zu bewerben. Wilhelm lehnte dies ab. Nach dem Tod des Papstes 1669 reiste Wilhelm nach Salzburg, wo er inzwischen gute Kontakte hatte. Der neue Papst Clemens X. rief ihn aber 1670 nach Rom zurück. Da sein Einfluss unter dem neuen Papst gesunken war, bat er um seine Entlassung und verließ 1672 Rom.

## Domdechant in Salzburg
Er ging zunächst für einige Zeit nach Westfalen, ließ sich aber in Salzburg nieder. Im Jahr 1675 war er als Gesandter seines Bruders Ferdinand am Kaiserhof, um den Abzug der kaiserlichen Truppen aus dem Hochstift Paderborn zu erreichen. Im selben Jahr verzichtete er auf seine Domherrenstelle in Trier und ließ sich zum Priester weihen. Dies war die Voraussetzung für seine Wahl zum Domdechanten in Salzburg. Damit war er Vorsitzender bei den Versammlungen des Domkapitels und weitere Pflichten mehr. Im Jahr 1677 wurde er von Papst Innozenz XI. zum Ehrenkämmerer ernannt. Nach der Begleitung der Königin Eleonore von Polen durch das Erzstift Salzburg schenkte diese Wilhelm eine wertvolle Taschenuhr. Zusammen mit seinem Neffen Ferdinand, der zur Ausbildung in Salzburg war, hat sich Wilhelm auch der Jagd gewidmet. In der Folge reiste er mehrmals nach Westfalen. Sein Verhältnis zu seinem Bruder Ferdinand war indes zunehmend angespannt.
Nach dem Tod Ferdinands hatte auch Wilhelm von Fürstenberg Chancen, dessen Nachfolge anzutreten. Er hatte dabei sowohl habsburger wie auch französische Fürsprecher. Wilhelm lehnte ab, obwohl der kaiserliche Gesandte den Auftrag hatte, sich für ihn einzusetzen. Nach dem Tod des Erzbischofs von Salzburg Max Gandolf von Kuenburg 1688 übernahm Wilhelm während der Sedisvakanz die Amtsgeschäfte und war an der Ausarbeitung der Wahlkapitulation maßgeblich beteiligt. Diesmal erklärte er sich bereit, sich der Bischofswahl zu stellen. Er konnte auf eine große Gruppe Anhänger unter den Domherren zählen, die Gegenpartei hatte indes selbst am Kaiserhof verschiedene Gerüchte gestreut. Bei der Wahl am 30. Juni erhielten im ersten Wahlgang Wilhelm und Johann Ernst von Thun gleich viele Stimmen. Auf einen zweiten Wahlgang verzichtete Wilhelm, weil sich abzeichnete, dass sich Unentschlossene auf Seiten Thuns schlagen würden.
Wilhelm blieb als Vorsitzender des Domkapitels einflussreich. Möglicherweise war er sogar zeitweise Hofratspräsident.
Neben seinen geistlichen und politischen Tätigkeiten tat sich Wilhelm auch als Kunstsammler hervor. Nach seinem Tod hinterließ er 39 Ölgemälde und ein großes Vermögen.